# Humanoid (Tokio-Hotel-Album)
Humanoid ist das dritte deutschsprachige und das zweite englischsprachige Studioalbum der Band Tokio Hotel. Beide Versionen wurden am 2. Oktober 2009 veröffentlicht. Die Songs wurden überwiegend von Dave Roth, Patrick Benzner, David Jost, Bill Kaulitz und Tom Kaulitz geschrieben.

## Geschichte
Nachdem Tokio Hotel 2007 ihr Album Zimmer 483 und ihr erstes englischsprachiges Album Scream/Room483 veröffentlichten, war die Band 2008 hauptsächlich auf Tournee. Der Veröffentlichungstermin des neuen Albums war für März 2009 angesetzt, da die Band in dieser Zeit von einer Fangruppe verfolgt wurde, musste die Produktion verschoben werden. Das Album wurde erneut von David Roth, Patrick Benzner, David Jost, Peter Hoffmann und Tom und Bill Kaulitz produziert.
Humanoid wurde weltweit etwa eine Million Mal verkauft. Das Album war 17 Wochen lang in den deutschen Charts und fiel nach einer Woche von Platz eins auf Platz 25 ab. Es hielt sich fünf Wochen in Österreich (Platz acht) und sieben Wochen in der Schweiz (Platz 10) in der Hitparade. In den USA war das Album drei Wochen in den Charts vertreten (Platz 35).

## Trackliste
Alle Songs wurden von Dave Roth, Patrick Benzner, David Jost, Bill Kaulitz und Tom Kaulitz geschrieben, wenn nicht anders vermerkt.

### Deutsche Version
1. Komm – 3:53
2. Sonnensystem – 3:52
3. Automatisch – 3:16
4. Lass uns laufen – 4:15 (D. Roth, P. Benzner, D. Jost, B. Kaulitz, T. Kaulitz, Guy Chambers)
5. Humanoid – 3:45
6. Für immer jetzt – 3:37
7. Kampf der Liebe – 3:51 (D. Roth, P. Benzner, D. Jost, B. Kaulitz, T. Kaulitz, Guy Chambers)
8. Hunde – 3:41 (D. Roth, P. Benzner, D. Jost, Kristian D. Nord, B. Kaulitz, T. Kaulitz, Martin Kierszenbaum)
9. Menschen suchen Menschen – 3:46 (D. Roth, P. Benzner, D. Jost, The Matrix, B. Kaulitz, T. Kaulitz)
10. Alien – 2:55
11. Geisterfahrer (feat. Jana Pallaske) – 4:29
12. Zoom – 3:52

#### Deluxe Edition
1. Träumer – 3:02 (D. Roth, P. Benzner, D. Jost, B. Kaulitz, The Matrix)
2. Hey Du – 3:02 (D. Roth, P. Benzner, D. Jost, B. Kaulitz, The Matrix)
3. That Day – 3:27 (The Matrix, D. Roth, P. Benzner, D. Jost, B. Kaulitz)
4. Screamin’ – 3:57 (The Matrix, D. Roth, P. Benzner, D. Jost, Jonathan Davis, B. Kaulitz)

### Englische Version
1. Noise – 3:53
2. Darkside of the Sun – 3:52
3. Automatic – 3:16
4. World Behind My Wall – 4:15 (D. Roth, P. Benzner, D. Jost, B. Kaulitz, T. Kaulitz, Guy Chambers)
5. Humanoid – 3:45
6. Forever Now – 3:37
7. Pain of Love – 3:51 (D. Roth, P. Benzner, D. Jost, B. Kaulitz, T. Kaulitz, Guy Chambers)
8. Dogs Unleashed – 3:41 (Martin Kierszenbaum, D. Roth, P. Benzner, D. Jost, B. Kaulitz, T. Kaulitz, Kristian D. Nord)
9. Human Connect to Human – 3:45 (D. Roth, P. Benzner, D. Jost, The Matrix, B. Kaulitz, T. Kaulitz)
10. Alien – 2:55 (D. Roth, P. Benzner, D. Jost, B. Kaulitz, T. Kaulitz)
11. Phantomrider – 4:30 (D. Roth, P. Benzner, D. Jost, B. Kaulitz)
12. Zoom Into Me – 3:52 (Desmond Child, D. Roth, P. Benzner, D. Jost, B. Kaulitz, T. Kaulitz)

#### Deluxe Edition
1. Love & Death – 3:04 (The Matrix, D. Roth, P. Benzner, D. Jost, B. Kaulitz, T. Kaulitz)
2. Hey You – 3:02 (D. Roth, P. Benzner, D. Jost, The Matrix, B. Kaulitz)
3. That Day – 3:27 (The Matrix, D. Roth, P. Benzner, D. Jost, B. Kaulitz)
4. Screamin’ – 3:57 (The Matrix, D. Roth, P. Benzner, D. Jost, Jonathan Davis, B. Kaulitz)

## Bonustracks
Auf einigen Onlineversionen sind zusätzlich die Songs Down On You und Attention sowie ein Interview mit Bill und Tom Kaulitz enthalten.

## Singleauskopplungen
Als erste und einzige Single des Albums wurde am 18. September 2009 der Song Automatisch veröffentlicht. Nachdem die Single auf Platz fünf eingestiegen war, fiel sie in der zweiten Woche auf Platz 29 zurück und nach neun Wochen aus den Charts. In Österreich erreichte das Stück Platz 14 und hielt sich sieben Wochen; in der Schweiz belegte die Single Platz 44 und blieb dort sechs Wochen.
| ChartsChartplatzierungen | Höchstplatzierung | Wochen |
| ------------------------ | ----------------- | ------ |
| Deutschland (GfK)        | 5 (9 Wo.)         | 9      |
| Österreich (Ö3)          | 14 (7 Wo.)        | 7      |
| Schweiz (IFPI)           | 44 (6 Wo.)        | 6      |